# Amfiteatre Castrense

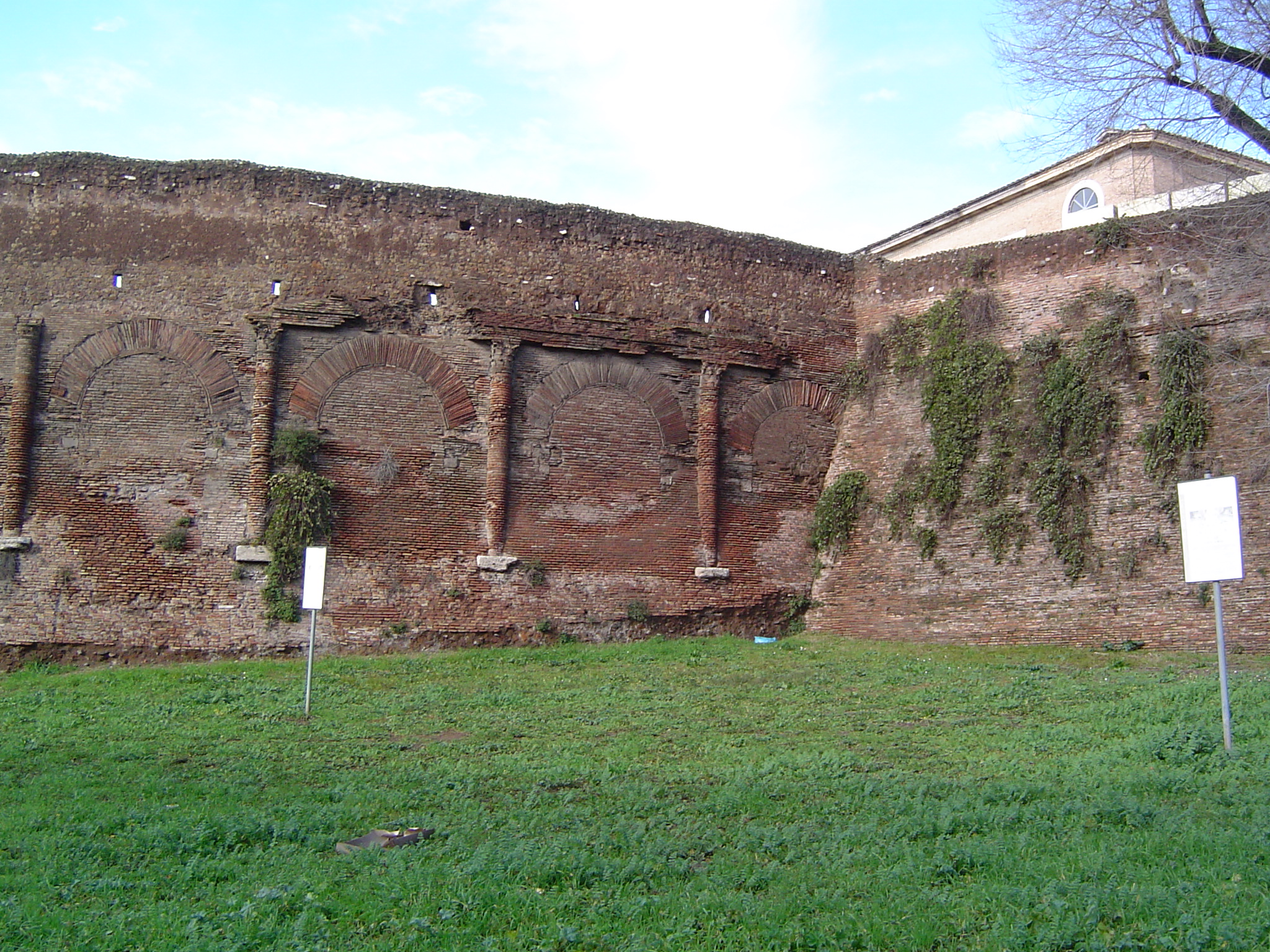
L'Amphitheatrum Castrense on s'uneix amb la Muralla Aureliana.

L'Amphitheatrum Castrense és un amfiteatre romà ubicat a Roma, prop de l'església de Basílica de la Santa Creu de Jerusalem. És el segon amfiteatre més antic de Roma després del Colisseu.

## Història
L'amfiteatre està datat de les primeres dècades del tercer segle DC per l'estil dels maons, que no estan marcats. Va ser part de la vila imperial construïda pels emperadors de la dinastia Severina. Els arcs oberts de les parets externes es van alçar quan l'edifici es va incorporar a la Muralla Aureliana (271-275 DC) i el nivell del terra al voltant de l'amfiteatre es va rebaixar. A mitjans del segle xvi, les restes del segon pis es van enderrocar per necessitats defenisves. Andrea Palladio i Étienne Dupérac van dibuixar les ruïnes.

## Construcció
L'edifici és una el·lipsi regular de 88 metres de llarg i 78,80 d'ample. És inusual per ser fet amb maons, en lloc de pedra, més comuna, tret d'alguns elements decoratius al travertí. L'estructura va tindre tres pisos però només es conserva una secció del pis més baix.